# Libnotes nerissa
Libnotes nerissa är en tvåvingeart som först beskrevs av Alexander 1959.  Libnotes nerissa ingår i släktet Libnotes och familjen småharkrankar. Inga underarter finns listade i Catalogue of Life.